# اچ‌ام‌اس ئی۳۶
اچ‌ام‌اس ئی۳۶ (به انگلیسی: HMS E36) یک زیردریایی بود که طول آن ۱۸۱ فوت (۵۵ متر) بود. این زیردریایی در سال ۱۹۱۶ ساخته شد.